# Kasper Bertoni
Kasper Bertoni, (wł.) Gaspare Bertoni (ur. 9 października 1777 w Weronie, zm. 12 czerwca 1853 w Weronie) – włoski prezbiter, założyciel Zgromadzenia Najświętszych Stygmatów Pana Naszego Jezusa Chrystusa, święty Kościoła katolickiego.
Miał jedną siostrę, która zmarła w 1786 roku, a rodzice byli w separacji. Wstąpił do seminarium duchownego, w 1795 roku otrzymał święcenia kapłańskie. W 1816 roku otworzył szkołę dla kształcenia kapłanów. 20 grudnia 1817 roku został mianowany misjonarzem apostolskim przez papieża Piusa VII. Założył zgromadzenie Najświętszych Stygmatów Pana Naszego Jezusa Chrystusa. Członkowie zgromadzenia od jego imienia noszą nazwę „Bortonianie”. Był także kierownikiem duchowym sióstr kanosjanek. Otrzymał pochwały od papieży Piusa IX, które później powtórzył Pius XI. Potem nagle ciężko zachorował. Od 1843 roku był obłożnie chory. Zmarł w opinii świętości.
Został beatyfikowany przez papieża Pawła VI w dniu 1 listopada 1975 roku, a kanonizowany przez papieża Jana Pawła II w dniu 1 listopada 1989 roku.